# Chiesa di San Bernardo (Milano)
La chiesa di San Bernardo era un luogo di culto cattolico di Milano, situato lungo il corso di Porta Vigentina di fianco al collegio Calchi Taeggi, quest'ultimo tuttora esistente.

## Storia
Il luogo dove sarebbe sorta la chiesa è stato occupato fino al 1506 da un monastero di monache, benedettine e successivamente domenicane, poste sotto l'egida dei Padri Cistercensi dell'Abbazia di Chiaravalle. La chiesa venne quindi costruita immediatamente dopo, agli inizi del XVI secolo, inglobando la precedente cappella del monastero che in seguito verrà trasformata in parlatorio del nuovo luogo di culto, mentre l'edificio monastico verrà in seguito occupato dal collegio Calchi Taeggi.
A seguito dei decreti napoleonici sulla secolarizzazione dei beni ecclesiastici, la chiesa viene spogliata di molte opere d'arte che conteneva al suo interno, come gli ornamenti dell'altare maggiore probabilmente opera di Francesco Croce. Una volta sconsacrata, la chiesa rimase in stato di abbandono per molto tempo, fungendo come magazzino dell'attiguo collegio; fin quando nel novembre del 1971 durante dei lavori di restauro, la struttura cede a causa del cattivo stato di conservazione, rovinando su se stessa. Ad oggi della struttura rimangono solamente le tre cappelle di ordine corinzio della navata destra.
Secondo lo storico Paolo Morigia la chiesa fu inoltre dimora di numerose reliquie, tra cui una spina delle corona di Gesù Cristo, il velo col quale furono bendati gli occhi a San Paolo quando gli fu tagliata la testa e Una calzatura di San Pietro.

## Architettura

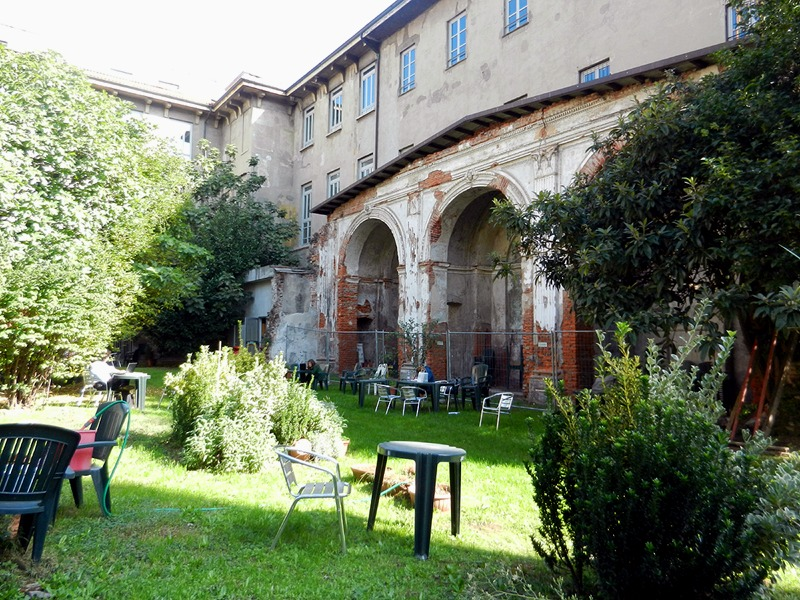
I resti della chiesa nel cortile del collegio Calchi Taeggi

La facciata, rifatta successivamente in stile barocco, si sviluppava su due ordini sovrapposti, suddivisi da un cornicione e sovrastati da un timpano. Nell'ordine inferiore il portale centraleera affiancato da due finestre poste ai lati, mentre in quello superiore vi era una serie di tre finestroni adiacenti. In entrambi gli ordini gli elementi architettonici erano intervallati da lesene, terminanti con capitelli ionici in quello inferiore e corinzi in quello superiore.
L'interno della chiesa presentava una struttura abbastanza semplice costituita da tre navate e da sei cappelle laterali oltre all'abside.
Molto probabilmente l'architettura della chiesa di San Bernardo ispirò nelle sue forme la chiesa di Santa Maria al Paradiso, situata nella stessa via sul lato opposto della strada.